# Operația de apărare a trecătorilor Carpaților (1916)
Operația de apărare a trecătorilor din Munții Carpați a fost cea de-a treia operație de nivel strategic desfășurată de Armata României în campania anului 1916. Ea s-a desfășurat începând cu a doua decadă a lunii septembrie și până la începutul lunii noiembrie 1916, având trei obiective principale: oprirea contraofensivei declanșate de inamic pe frontul din Transilvania, menținerea și consolidarea unui dispozitiv defensiv pe aliniamentul Munților Carpați și crearea condițiilor pentru reluarea inițiativei strategice și trecerea la ofensivă.
Având în vedere inferioritatea numerică și dorind să valorifice superioritatea tehnică și experiența de luptă, planul de campanie al Puterilor Centrale prevedea angajarea de operații succesive și înfrângerea pe rând a fiecăreia din cele trei armate române. După eșecul ruperii frontului în sectorul Armatei de Nord în Bătălia de la Oituz, centralii și-au concentrat efortul în sectorul Armatei 2. După bătăliile din Valea Prahovei, Rucăr-Bran, Valea Oltului și această încercare de trecere a munților a eșuat.
În cele din urmă Puterile Centrale au reușit spargerea frontului în sectorul cel mai slab al frontului românesc, cel al Armatei 1. Cu o conducere slabă și ezitantă, afectată de schimbările foarte dese și un dispozitiv de luptă supradimensionat, forțele Armatei 1 nu au reușit să facă față puternicei ofensive germane care va reuși să străpungă frontul la 18 noiembrie 1916, pe Valea Jiului. 
Acest fapt se va dovedi hotărâtor pentru soarta întregii campanii a anului 1916, conducând în mai puțin de două luni la pierderea a două treimi din teritoriul național.

## Contextul operativ strategic

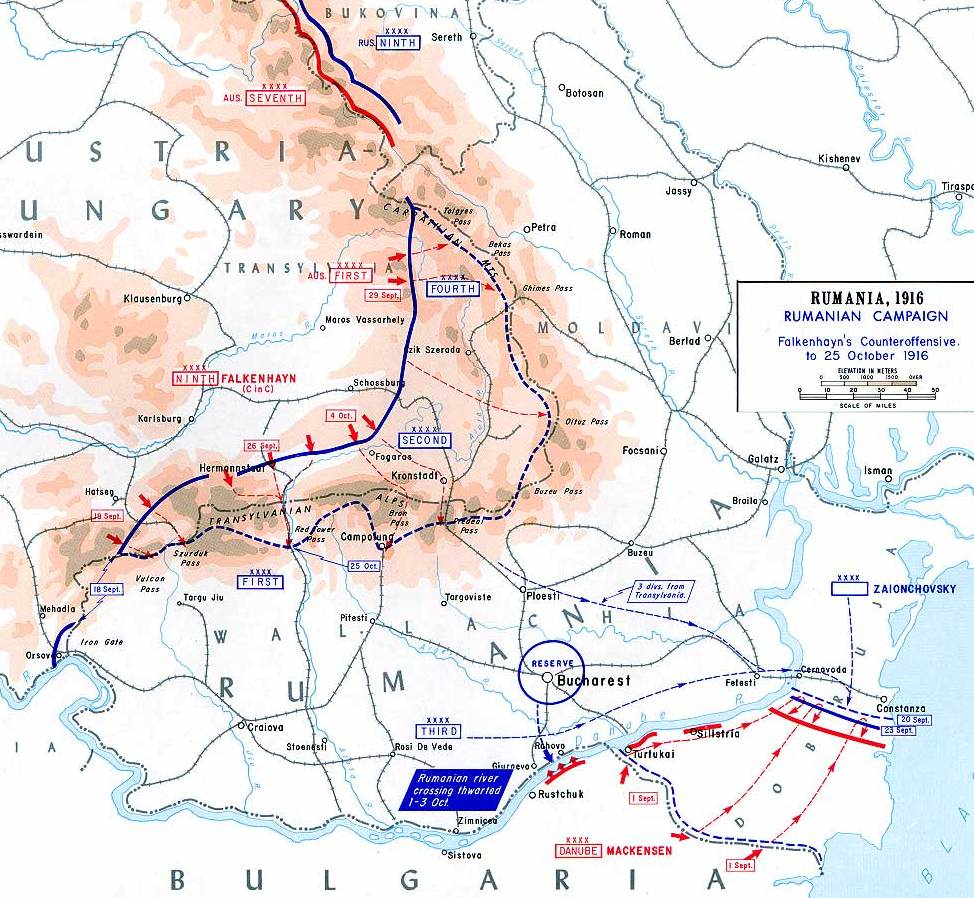
Contraatacul Puterilor Centrale, septembrie-octombrie 1916

Înfrângerile de pe frontul de sud în Bătălia de la Turtucaia și în Dobrogea, ca și eșecul Operației de la Flămânda au pus România într-o situație strategică dezavantajoasă. Oprirea acțiunilor ofensive pe frontul de nord a dat răgazul Puterilor Centrale să concentreze în Transilvania o forță puternică adusă de pe celelalte fronturi unde se instalase acalmia.
Totodată, nu se întrevedea nici posibilitatea slăbirii presiunii asupra frontului românesc având în vedere că atât acțiunile pe frontul de la Salonic cât și Ofensiva Brusilov se încheiaseră practic. Rușii au reiterat aliaților români că singura linie de apărare pe care o aveau în vedere era linia Siretului, solicitând părții române abandonarea Munteniei și fortificarea liniei Siretului.
Era deja evident faptul că urmau să se trimită trupe rusești doar pentru a apăra Moldova, care constituia aripa stângă a frontului rusesc. În rest, românii aveau să fie, în principiu, pe cont propriu.:p. 126
___ Glenn E. Torrey, România în Primul Război Mondial

## Forțe participante

### Dispozitivul forțelor române
La începutul operației Armata României ocupa pe frontul de nord și vest următorul dispozitiv de luptă:
- Armata de Nord, între Vatra Dornei și Valea Cașinului, având în primul eșalon Divizia 7 Infanterie, Divizia 14 Infanterie și Divizia 2 Cavalerie, iar în rezervă Divizia 8 Infanterie
- Armata 2, între Valea Cașinului și Muntele Strâmtu, având în primul eșalon Divizia 3 Infanterie, Divizia 4 Infanterie, Divizia 6 Infanterie și Divizia 22 Infanterie, iar în rezervă Brigada 2 Infanterie și Brigada 3 Infanterie
- Armata 1, între Muntele Strâmtu și Hinova, pe Dunăre, având în primul eșalon Divizia 1 Infanterie, Divizia 11 Infanterie, Divizia 13 Infanterie și Divizia 23 Infanterie, iar în rezervă un număr de șase batalioane.[2]:p. 437

### Dispozitivul forțelor Puterilor Centrale

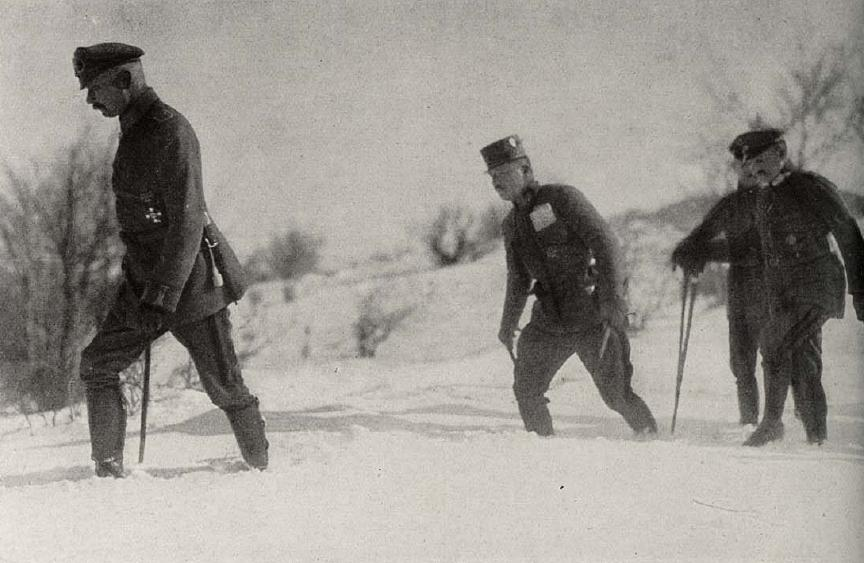
Generalul Erich von Falkenhayn pe frontul românesc

Gruparea de forțe inamică era comandată de arhiducele Carol, moștenitorul tronului austro-ungar și era formată din trei armate: Armata 7 austro-ungară, acționând în Bucovina, Armata 1 austro-ungară acționând între Târnava Mare și Olt și Armata 9 germană acționând în partea sudică a frontului, aflată sub conducerea generalului Erich von Falkenhayn, proaspăt demis din funcția de  șef al Statului Major general.:pp 23-27

## Planurile de operații
Planul de operații al Puterilor Centrale prevedea în faza inițială o dublă ofensivă. Prima dintre acestea era a Armatei 1 austro-ungară în zona Trotuș-Oituz având ca scop ocuparea acestei trecători și ulterior interceptarea comunicației de pe Valea Siretului pentru a preveni sosirea ajutoarelor ruse. Cea de-a doua urma să fie desfășurată de Armata 9 germană și avea ca obiectiv „deschiderea drumului peste munți spre București, pe calea cea mai scurtă, astfel ca întreg teritoriul de vest al Munteniei să fie tăiat ca de un cuțit”. Dacă aceste două operații reușeau, planul prevedea o a treia operație care consta în trecerea Dunării de către forțele aflate sub comanda lui Mackensen și desfășurarea unui atac concentrat asupra Bucureștiului.:p. 394
Planul de operații român prevedea trecerea la apărarea strategică pe întreg frontul de nord și menținerea de către cele trei armate (1, 2 și de Nord) a aliniamentului Carpaților până la sosirea iernii „când zăpezile mari ce vor cădea peste munți vor opri operațiile”.:p. 391

## Desfășurarea acțiunilor militare
Planul general al ofensivei Armatei 9 germane prevedea „trecerea munților odată cu inamicul, sau în cel mai rău caz înainte ca el să aibă timpul a se instala în lucrările de fortificație existente pe înălțimile trecătorilor de pe granițe”.:p. 105 În acest scop urmau să fie atacate succesiv forțele românești care apărau trecătorile Carpaților Meridionali, în vederea ocupării prin surprindere a uneia dintre acestea și facilitarea astfel a trecerii grosului forțelor germane la sud de Carpați.:pp 105-132

### Luptele pentru trecătorile spre Moldova
Ofensiva Armatei 1 austro-ungare întărită cu trei divizii germane având ca scop forțarea Carpaților Orientali, s-a desfășurat între 19 și 27 octombrie 1916. Toate încercările de forțare a trecătorilor (Tulgheș, Bicaz, Trotuș, Oituz, etc.) au fost respinse de Armata de Nord. Înfrângerea în bătălia decisivă de la Oituz și respingerea trupelor sale peste graniță, a dus la decizia comandamentului central de a stopa operația și a trece la defensivă pe frontul din Carpații Orientali.:pp 397-409:pp 417-426
„La 27 octombrie generalul von Arz sfârșise bătălia din munții Moldovei cu o decisivă și completă înfrângere. Generalul Prezan și viteaza Armată de Nord se arătaseră tot atât de vrednici în defensivă cum se arătaseră și în ofensivă. Porțile Moldovei erau bine păzite.:p. 409”—Constantin Kirițescu, Istoria războiului pentru întregirea României

## Rezultate și urmări
Din cauza rezistenței forțelor române la Jiu, Olt, Bran, Valea Prahovei etc. acțiunea germană nu își atinge obiectivul fixat, Falkenheim ajungând la concluzia că „încercarea, de a trece munții odată cu inamicul, a eșuat”. La 29 octombrie 1916, Falkenhayn decide schimbarea strategiei și concentrarea eforturilor pentru forțarea unei singure trecători, alegând pentru aceasta trecătoarea Pasul Lainici (Surduc) din defileu Jiului, unde a concentrat forțele principale ale armatei sale.:p. 133
„Rezultatul calculelor a fost că ceea ce n-am putut obține în regiunea Surduc, prin surprindere, trebuia obținut prin întrebuințare forței brutale. Numai în această cea mai îngustă porțiune a munților era posibil a executa cu trupele trecerea spre câmpia romanească, într-un marș forțat. Numai aci cunoșteam condițiunile, de ambele părți ale șoselei, în mod precis. Aci ieșirea spre Sud se afla în mâna noastră, și puteam spera să surprindem inamicul. Era evident, că după succesul obținut împotriva lui Kneussel, el nu mai conta pe repetarea atacului nostru.:p. 134”—Erich von Falkenhayn, Campania Armatei a 9-a împotriva românilor și a rușilor
Pe 11 noiembrie, forțele germane declanșează atacul reușind după cinci zile de lupte să cucerească defileul Jiului și să iasă în zona de câmpie a Olteniei, fapt care a dus la prăbușirea sistemului defensiv al Armatei României.:pp 476-477:pp 141-144 Acest fapt se datora însă, pe lângă superioritatea forțelor germane și unei erori de planificare a  Marelui Cartier General român care după succesul din bătălia din 28 octombrie considerase că inamicul nu va mai ataca în acest punct, lăsând pentru apărarea defileului Jiului forțe total insuficiente. „Cu masa formidabilă a patru divizii de infanterie, Falkenhayn reușise să rupă linia frontului român, într-un loc unde garda era ținută de trupele unei biete brigăzi.”:p. 460 La rândul său șeful de stat major al Misiunii Militare Franceze, colonelul Victor Petin arăta că „lovitura a fost dură și neașteptată. Comandamentul român nu s-a gândit că la numai zece zile de la un eșec răsunător va reîncerca aceeași manevră. Surpriza strategică a fost completă.”
S-a văzut ulterior că dacă atacul german ar fi fost planificat să fie declanșat trei zile mai târziu, sau dacă forțele române ar fi avut capacitatea de a rezista acesta trei zile, el ar fi fost puternic afectat dacă nu chiar compromis de viscolul puternic care a blocat trecătorile începând cu ziua de 14 noiembrie 1916.:pp 462-464